# Hypocrita mirabilis
Hypocrita mirabilis là một loài bướm đêm thuộc phân họ Arctiinae, họ Erebidae.